# MIP Management Institute of Paris
Das MIP Management Institute of Paris war eine private Hochschule für Management mit Sitz in Paris. 

## Gründung
Die MIP wurde 2000 aufgrund einer Privatinitiative gegründet. Gründer waren Claude Bébéar (AXA), Bruno Bich (BIC), Martin Bouygues (Bouygues), Pedro Ballvé (Campofrío), Tarak Ben Ammar (Quinta Communications), José Creuheras (Planeta), Paul Desmarais jun. (Power Corporation), Chris Donahue (Federated Investors), Dionisio Garza-Medina (Alfa), Corrado Giacomini (Giacomini), Manuel Guerrero (Grupo Fades), Frank Hanna (HBR Capital), Prinz Philipp von und zu Liechtenstein (LGT Bank), Alois Fürst zu Löwenstein (Federated Asset Management), Arnaud Lagardère (Lagardère-Gruppe), Eduardo Malone (Chargeurs & Pathé), Paolo Marzotto (Veninvest), Jean von Luxembourg (Degrémont - Suez Environnement), Marc Odendall, François-Henri Pinault (PPR Group), Serge de Poix (MPO), Jean-Pierre Souviron (Directeur Général de Industrie France).
Die Hochschule fokussierte in die Ausbildung auf die Themenfelder Globalisierung, Leadership und Ethik. Die Studierenden verpflichteten sich persönlich, wöchentlich und drei Jahre lang in einem Projekt einer humanitären Organisation mitzuarbeiten.

## Hochschule
Das MIP bot ein fünfjähriges Bachelor-Studium in Management and Economics an. Zudem wurde ein Master of Business Administration als Global MBA und EMBA angeboten. Es wurden Grundlagen des Managements (Problemlösung, Recht, quantitative Methoden, Buchhaltung, organisatorisches Verhalten und Informationsmanagement) und Unternehmensmanagement (Finanzen, Marketing, Operations und Human Resources) sowie Ethik und Wertemanagement vermittelt.
Der Campus befand sich in Paris im 16. Bezirk. Bis 2007 gab es ca. 7000 Studierende.
Die MIP war akkreditiert nach den Standards der AACSB.

## Internationale Partnerschaften
- Universidad Finis Terrae in Santiago de Chile, Chile
- Southeast University in Nanjing, VR China
- Masaryk-Universität in Brünn, Tschechien
- Munich Business School in München, Deutschland
- Fachhochschule Worms in Worms, Deutschland
- International Business School - Budapest in Budapest, Ungarn
- International Management Institute IMI in Neu-Delhi, Indien
- Universidad Anáhuac México Norte in Mexiko-Stadt, Mexiko
- Universidad Anáhuac de Cancún in Cancún, Mexiko
- Ateneo de Manila University in Manila, Philippinen
- Lomonossow-Universität in Moskau, Russland
- Kingston University in London, Großbritannien
- Universidad Francisco de Vitoria UFV in Madrid, Spanien

## Fusion mit der EDHEC
2010 trat die MIP der EDHEC Business School bei.